# Mercedes González de Moscoso
Mercedes González de Moscoso, född 1860, död 1911, var en ecuadoriansk författare och feminist. 
Hon beskrivs som den största exponenten för den andra ecuadorianska romantiken, och stod ut för sitt författarskap inom poesi och dramaturgi.
Hon engagerade sig i kampanjen för rösträtt för kvinnor.  